# جائزة برينتز
جائزة مايكل ل. برينتز, هي جائزة أدبية لمكتبة الرابطة الأمريكية والتي تعرف سنويا «أفضل كتاب للمراهقين، وذلك اعتمادا على الجدارة الأدبية».
```
الجائزة برعاية مجلة بوكليست المريكية، منحت أول جائزة عام 2000 لوالتر دين مايرز على روايته «مونستر»
```

## معايير الجائزة
- غير الخيال، الخيال والشعر والمختارات كلها مؤهلة لتلقي جائزة [برينتز].
- وأن يكون قد نشر الكتب بين 1 يناير و 31 ديسمبر من السنة السابقة من اعلان الجائزة للجائزة.
- يجب ان تكون الفئة العمرية لقارئي الكتاب متراوحة بين ال 12-18 سنة «شباب بالغين».
- الكتب المنشورة سابقا في بلد آخر غير الولايات المتحدة موهلة للحصول على الجائزة على شرط ان تصدر طبعة أمريكية من الكتاب في الفرة المحددة في البند الثاني.
- أعمال التأليف المشترك (الكتب التي شارك بكتابنها مؤلفين أو أكثر) أيضاّ مؤهلة للحصول على الجائزة.

## جوائز متعددة
لم يفز أي كاتب بجائزتين، لكن دايفيد الموند وجون جرين فازا بجائزة واحدة وجائزة شرف، وفاز م.ت اندرسون وماركوس سوزاك ومارغو لاناغان وتيري براتكيت بجائوتي شرف.>